# Eupteryx genestieri
Eupteryx genestieri är en insektsart som beskrevs av Meusnier 1982. Eupteryx genestieri ingår i släktet Eupteryx och familjen dvärgstritar.
Artens utbredningsområde är Frankrike. Inga underarter finns listade i Catalogue of Life.